# Церква Різдва святого Івана Хрестителя (Яблунівка)
Церква Різдва святого Івана Хрестителя в Яблунівці — парафія і храм греко-католицької громади Підгаєцького деканату Бучацької єпархії Української греко-католицької церкви в селі Яблунівка Тернопільського району Тернопільської области.

## Історія церкви
Село засноване в середині XVIII століття. У 1785 році тут налічувалося приблизно 140 жителів у 30 хатах, усі вони були греко-католиками.
Оскільки своєї церкви в селі не було, у 1902 році збудували капличку, яку у 1947 році зруйнувала атеїстична влада. На її місці у 1991 році спорудили нову, освячену 31 березня того ж року о. Василем Івасюком та о. Володимиром Люшняком.
Згодом парафіяни вирішили збудувати власну церкву, і житель села Павло Лисий пожертвував для цього свій город. 5 травня 1991 року єпископ Михаїл Сабрига освятив хрест та наріжний камінь під будівництво.
Храм був освячений 7 липня 1994 року за участю численних священників, серед яких були о. декан Микола Мидляк та о. Григорій Петришин.
При парафії діє братство «Апостольство молитви». На території парафії встановлено хрести та капличка.

## Парохи
- о. Володимир Люшняк (31 березня 1991—7 червня 1993),
- о. Григорій Мисам (7 червня 1993—30 липня 1997),
- о. Ігор Жовток (з 7 червня 1993).